# الهجوم على السفارة العراقية بكابل
في 31 يوليو 2017، تعرضت السفارة العراقية في كابل لهجوم شنه أربعة مسلحين بينهم انتحاري. وقد فجر المهاجم الانتحاري نفسه في بوابة السفارة، ليتمكن المهاجمون الثلاثة الآخرون من اقتحام المبنى اثر ذلك. بعد أكثر من أربع ساعات على بدء العملية أعلنت الداخلية الأفغانية انتهاء الهجوم بمقتل جميع المهاجمين. تبنّى تنظيم داعش مسؤولية الهجوم.

## الهجوم
صباح اليوم الاثنين 31 يوليو 2017، هزت أربعة انفجارات متتالية العاصمة الأفغانية كابل بين محلتي «شهرنو» و«كلولة بشته». وقد وقعت إحدى الانفجارات بالقرب من السفارة العراقية في كابول. فجر مهاجم انتحاري نفسه في بوابة السفارة، ليتمكن المسلحون من دخول مبنى السفارة.
وفقا لتقارير وسائل الاعلام إن الهجوم علی السفارة أتى بعد اسبوعين من احتفال أقيم في السفارة العراقية للاحتفاء بهزيمة مسلحي تنظيم داعش من مدينة الموصل.
تمكن الدبلوماسيون من صد الهجوم بالأسلحة الرشاشة الخفيفة لأكثر من ساعة ونصف الساعة حتى وصول الأمن الأفغاني. وبعد نحو اربع ساعات على بدء العملية نجحت الأجهزة الأمنية الأفغانية بدخول المبنى وتصفية الإرهابيين وإجلاء الموظفين بأمان.
وقد أعلنت وزارة الداخلية الأفغانية أنه «تم إجلاء الدبلوماسيين العراقيين إلى مكان آمن، ولا توجد إصابات في صفوفهم».

## المسؤولية
أعلنت وكالة أعماق التابعة لتنظيم داعش، مسؤولية التنظيم عن الهجوم على السفارة العراقية في كابول، وذكرت الوكالة: «انغماسيان من الدولة الإسلامية يقتحمان مبنى السفارة العراقية في مدينة كابل الأفغانية»، من دون تفاصيل إضافية.